# Mauriene Smithson
Mauriene Smithson, coniugata Matthews (Dimmitt, 1º agosto 1932 – Plainview, 5 giugno 2007), è stata una cestista statunitense.

## Carriera
Giocò dal 1951 al 1955 nelle Wayland Flying Queens.
Con gli Stati Uniti partecipò ai Giochi panamericani di Città del Messico 1955, dove vinse la medaglia d'oro.